# Troglosiro
Troglosiro (лат.) — род паукообразных из подотряда Cyphophthalmi отряда сенокосцев, единственный в семействе Troglosironidae. Включает около 10 видов.

## Распространение
Океания: остров Новая Каледония.

## Описание
Мелкие сенокосцы без глаз, похожие на клещей. Имеют длину тела от 1,7 до 2,5 мм. От коричневого до чёрного. Хелицеры гладкие. Коготки лапок на второй паре ног с рядом зубцов (коготки других пар ног гладкие), опистосомальная срединная борозда отсутствует, также обладают выступающими в сторону озофорами и пластинчатым аденостилем. 8-й и 9-й стерниты слиты вместе с 9-м тергитом в единый анальный склерит.

## Классификация
В род включают более 10 видов:
- Troglosiro aelleni Juberthie, 1979
- Troglosiro brevifossa Sharma & Giribet, 2009
- Troglosiro juberthiei Shear, 1993
- Troglosiro longifossa  Sharma & Giribet, 2005
- Troglosiro monteithi Sharma & Giribet, 2009
- Troglosiro ninqua Shear, 1993
- Troglosiro oscitatio Sharma & Giribet
- Troglosiro platnicki Shear, 1993
- Troglosiro raveni Shear, 1993
- Troglosiro sheari Sharma & Giribet, 2009
- Troglosiro tillierorum Shear, 1993
- Troglosiro urbanus Sharma & Giribet, 2009
- Troglosiro wilsoni Sharma & Giribet, 2009